# 瓦努阿图护照
萬那杜護照是一本由萬那杜政府發給萬那杜公民的旅行证件。

## 外觀
萬那杜普通護照表面是綠色，根據法律，護照正面需要顯示瓦努阿图国徽，及以英語和法語顯示「萬那杜共和國」和「護照」，護照內以雙語形式顯以下列文字：
The President of the Republic of Vanuatu requests and requires in the name of the Republic all those whom it may concern to allow the bearer peacefully to pass without let or hindrance and to afford the bearer such assistance and protection as may be necessary.
Au nom de la Nation, le Président de la République de Vanuatu prie instamment toutes les autorités compétentes de bien vouloir laisser passer librement le titulaire du présent passeport et de lui offrir assistance et protection le cas échéant.
中譯：萬那杜共和國總統以共和國之名要求及請求各國機構給予持照人通行的便利，並有需要時給予持照人提供協助和保護。
截至2010年，萬那杜護照仍然以手寫形式發出，導致容易出現偽造和犯罪用途。2010年，新西蘭給予萬那杜1,900萬新元援助給萬那杜，使萬那杜的護照能完全電子化。新生物特徵護照在同年9月正式推出，由德國公司負責製造。內政部代理部長表示，希望新護照能符合國際要求，擴大萬那杜護照的免簽國。

## 簽證要求

瓦努阿圖公民簽證要求
萬那杜
免簽證
可電子簽證或落地簽證
落地簽證
電子簽證
需要簽證

2016年9月20日，瓦努阿图與俄羅斯雙方簽定免簽協議，兩國免簽在10月21日正式執行。
根据2025年1月8日发布的亨利护照指数，瓦努阿图护照可免签证、落地签证或电子签证入境92个国家和地区，位居世界第54，与圭亚那护照并列。
申根區和英國
萬那杜和申根区在2015年5月28日簽下免簽協議，雙方公民均毋須簽證進出。
欧洲联盟委员会在2022年3月暫停對瓦努阿图护照免簽，理由是瓦努阿图濫發護照。外國人能透過瓦努阿图的投資移民簽證（又稱「黃金簽證」），輕易取得身份而免簽進入歐洲。
欧洲联盟委员会給出的理由如下：
- 在2015至2021年間發出超過1萬本護照給外國人，拒絕率十分低
- 對申請人不需要居住要求或任何面試審查
- 審批時間短，缺乏適當的安全審查
- 給予因偽造文件而被國際刑警通緝的人公民身份

英國在2023年8月16日起，恢復對瓦努阿图护照簽證要求。

## 護照販賣
自2016年開始，萬那杜政府開始通過販售國籍及「黃金護照」給外籍人士拓展政府財源，外籍人士只需要以13-15萬美元的價格即可取得萬那杜國籍以及護照，有別於其他國家對投資移民有留境住居時間的限制，以投資取得萬那杜護照的人多數未曾到訪萬那杜，在境外即可取得國籍與護照，取得後即可免簽證入境申根區，因此廣受中國籍人士歡迎，黃金護照取得者超過半數為中國人。護照販賣一度成為政府的重要財源，但在2022年因為多年濫發護照導致申根區的免簽待遇被歐盟決議取消。